# Hans Dijkstal
Henri Frans Dijkstal, detto Hans (Porto Said, 28 febbraio 1943 – Wassenaar, 9 maggio 2010), è stato un politico olandese, ministro dell'interno e vice primo ministro nel primo governo di Wim Kok dal 1994 al 1998, componente della Tweede Kamer e capogruppo del Partito Popolare per la Libertà e la Democrazia.

## Biografia

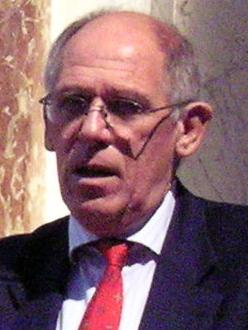
Hans Dijkstal nel 2006.

Dijkstal è nato a Port Said, in Egitto, dove suo padre e suo nonno lavoravano per le spedizioni. Sapeva parlare l'arabo in modo fluente prima di trasferirsi nei Paesi Bassi all'età di cinque anni. 
Formatosi come agente assicurativo, negli anni dal 1961 al 1964 ha studiato giurisprudenza all'Università di Amsterdam, conseguendo la laurea. Fu arruolato nella Koninklijke Luchtmacht come luogotenente e fu di stanza presso la Stazione di controllo delle operazioni aeree Nieuw-Milligen come controllore del traffico aereo dall'aprile 1965 al maggio 1967. Ha lavorato come consulente finanziario e nel frattempo ha condotto una formazione manageriale e come insegnante di educazione civica dall'agosto 1967 al novembre 1982. A partire dal 1966 è membro del Partito Popolare per la Libertà e la Democrazia. Negli anni dal 1974 al 1986 e di nuovo nel 1990 ha fatto parte del consiglio comunale di Wassenaar. Dal 1978 al 1983 è stato assessore per l'istruzione, la cultura e l'edilizia abitativa.
Nel 1982 è stato eletto per la prima volta alla Tweede Kamer. È stato rieletto nella camera bassa degli Stati generali nelle elezioni del 1986, 1989, 1994, 1998 e 2002. Dall'agosto 1994 all'agosto 1998 è stato vice primo ministro e ministro dell'interno nel primo governo di Wim Kok. Nel luglio 1998 è diventato il nuovo leader del VVD e capogruppo parlamentare di questa formazione. Nel maggio 2002, dopo un debole risultato alle elezioni parlamentari, si è dimesso dalle sue funzioni e pochi mesi dopo ha rinunciato al suo mandato parlamentare.
Successivamente è stato attivo in varie organizzazioni sociali, nominato nei consigli di sorveglianza e negli organi consultivi. È morto nel 2010 a causa del cancro.

### Famiglia
Il 29 luglio 1966 sposò Anneke Dijkstal e divenne padre di due figlie e un figlio.